# Sageretia hamosa
Sageretia hamosa är en brakvedsväxtart som först beskrevs av Nathaniel Wallich, och fick sitt nu gällande namn av Adolphe-Théodore Brongniart. Sageretia hamosa ingår i släktet Sageretia och familjen brakvedsväxter. Utöver nominatformen finns också underarten S. h. trichoclada.